# Stahlstraße

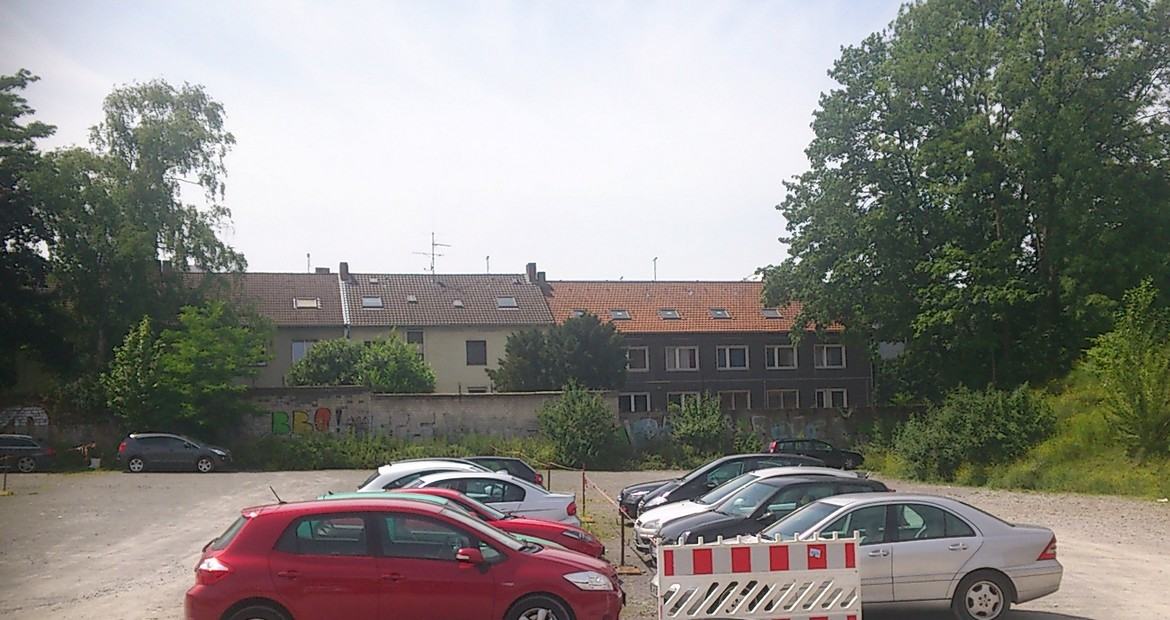
Blick auf die Stahlstraße vom benachbarten Parkplatz Segerothstraße

Die Stahlstraße ist das Rotlichtviertel im Westviertel der Stadt Essen.
Die Bordellstraße besteht hier seit etwa 1900, damals unter dem Namen Heilig-Geist-Straße. Sie gilt als eine der ältesten Bordellstraßen Deutschlands. Es handelt sich um eine Sackgasse mit einem Sichtschutz. Sie liegt nordwestlich der Innenstadt, etwa 200 Meter südwestlich der Universität Duisburg-Essen (erbaut 1972) und 300 Meter nordwestlich des Einkaufszentrums Limbecker Platz (erbaut 2008/2009).
Das Magazin Der Spiegel nannte 1965 eine Angabe von 17 Häusern mit einer Gesamtbelegschaft von manchmal über 200 Prostituierten, darunter auch aus Italien, Holland und Frankreich. Im Jahre 2013 wurden 17 Häuser mit etwa 100 bis 120 Frauen angegeben.
Einen Einfluss haben hier die Bandidos. Nach Angaben des Essener Polizeisprechers Ulrich Faßbender besaßen die Bandidos 2013 das Monopol unter den Rockergangs. Im Februar 2012 wurden einige Bandidos bei einer Messerstecherei in der Stahlstraße verletzt.